# 休斯維爾鎮區 (密蘇里州佩蒂斯縣)
休斯維爾鎮區（英語：Hughesville Township）是位於美國密蘇里州佩蒂斯縣的一個行政鎮區。

## 地方資料
休斯維爾鎮區的面積為102.60平方千米，當中陸地面積為102.22平方千米，而水域面積為0.38平方千米。根據2020年美國人口普查的數據，當地共有人口452人，而人口密度為每平方千米4.41人。